# Macrodactylus marianus
Macrodactylus marianus är en skalbaggsart som beskrevs av Moser 1924. Macrodactylus marianus ingår i släktet Macrodactylus och familjen Melolonthidae. Inga underarter finns listade i Catalogue of Life.